# Алехово
Алехово — село в Шиловском районе Рязанской области в составе Лесновского городского поселения.

## Географическое положение
Село Алехово расположено на Окско-Донской равнине у истоков ручья Улас (приток реки Прони) в 32 км к юго-западу от пгт Шилово. Расстояние от деревни до районного центра Шилово по автодороге — 45 км.
К западу от села находится лесной массив (Тёмный Лес), к востоку — очистные сооружения и территория садоводческих товариществ пгт Лесной, к югу — большой лесной массив (Шелуховский государственный заказник). Ближайшие населенные пункты — пгт Лесной, деревни Новоершово и Новая Деревня.

## Население
По данным переписи населения 2010 г. в селе Алехово постоянно проживают 75 чел. (в 1992 г. — 117 чел.).

## Происхождение названия
Рязанские краеведы А. В. Бабурин и А. А. Никольский считают, что название села Алехово возникло от рязанского диалектного слова олех — «ольховый лес, роща, заросли ольхи» по топонимической модели на -ово.

## История
Алехово впервые упоминается в 1905 г. как монастырский хутор при речке Улас Никоновского женского монастыря в селе Сушки Спасского уезда. В то время в нём проживало 9 мужчин и 12 женщин. В советское время, вплоть до 1992 г., Алехово числилось как поселок, в настоящее время — село.